# Skruf Snus
Skruf Snus AB är en svensk snustillverkare som grundades 2002. Skruf Snus är Nordens näst största snusföretag och har över 300 anställda.
Företaget har sin produktion i Sävsjö och huvudkontor i Stockholm.
Skruf Snus AB var, i och med lanseringen av varumärket skruf, ett av de första företagen att utmana Swedish Match monopol på den svenska snusmarknaden.
Skruf Snus AB lanserade 2006 varumärket Knox som 2021 var Sveriges mest sålda snusvarumärke.
Skruf Snus AB har även ZONE X, skruf super white och Smålands Brukssnus i sin portfölj.
2021 hade Skruf Snus en omsättning på 1,6 miljarder kronor och en marknadsandel på cirka 17 procent i Sverige och cirka 34 procent i Norge. Sedan 2005 ägs företaget av Imperial Tobacco Group, världens fjärde största tobaksföretag.

## Historia
Snusföretaget Skruf Snus grundades 2002 av  Adam Gillberg och Jonas Engwall. 2003 tillverkades och såldes Skrufs första snusdosa i Sverige. 2004 började snuset även säljas i Norge.
Sedan 2005 ägs Skruf Snus av Imperial Tobacco Group som är världens fjärde största tobaksföretag. Skruf Snus har sedan 2005 utökat sin verksamhet och lanserat ytterligare två varumärken. 2006 lanserades snusvarumärket Knox och 2012 Smålands.
2014 blev Skruf Snus utnämnt till Superföretag av Veckans Affärer och Bisnode. Samma år blev Skruf Snus utsedda till ”Årets Företag” i Sävsjö kommun.  Våren 2015 blev Skrufs produktserie den första att enbart innehålla ekologisk tobak på den svenska marknaden.

## Verksamhet
Skruf Snus utvecklar, tillverkar, distribuerar och säljer snus genom ett flertal varumärken. Företaget är verksamt i Sverige och Norge med kontor belägna i respektive lands huvudstad. Skruf Snus har cirka 200 anställda uppdelade på sina kontor samt produktionsanläggningen i Sävsjö, Småland.

## Marknad
Skruf Snus distribuerar och säljer snus på den norska och svenska marknaden genom tre varumärken; Skruf, Knox och Smålands.